# Ицамнах-Кавиль
Ицамнах-Кавиль (25 января 673 — 22 октября 726) — правитель Южного Мутульского царства со столицей в Дос-Пиласе.

## Биография
Ицамнах-Кавиль был сыном Балах-Чан-Кавиля и принцессы из Ицана. Он родился 9.12.0.10.11, 13 Chuwen 19 K'ayab (25 января 673 года), хотя, возможно это ошибка писца. Также это может быть намеренным замалчиванием того факта, что он родился в изгнании во время войны.
Он стал преемником своего брата Ицамнах-Балама, воцарившись 9.13.6.2.0, 11 Ajaw 18 Wo (24 марта 698 года).
Во время его правление он установил одну стелу в городе Агуатека.
Ицамнах Кавиль умер 9.14.15.1.19, 11 Kawak 17 Mak (22 октября 726 года). Дата его смерти записана на кости в гробнице Хасав-Чан-Кавиля I в Храме I в Тикале. Его преемником стал Учан-Кин-Балам.

### Семья
Его родителями были Балах-Чан-Кавиль и принцесса из Ицана. Его брат Ицамнах-Балам был его предшественником, а его сестра Иш-Вак-Чан-Ахав царицей Саальского царства. Также, у него был сын Кавиль-Чан-Кинич, который начал своё правление после Учан-Кин-Балама.